# 圣樊尚德科讷扎克
圣樊尚德科讷扎克（法語：Saint-Vincent-de-Connezac，法語發音：[sɛ̃ vɛ̃sɑ̃ də kɔnzak]）是法国多尔多涅省的一个市镇，属于佩里格区。

## 地理
圣樊尚德科讷扎克（45°9'50"N, 0°23'51"E）面积14.81 平方千米，位于法国新阿基坦大区多爾多涅省，该省份为法国西南部内陆省份，是法國本土面积第三大的省，大致对应佩里戈尔地区，北起顺时针与夏朗德省、上维埃纳省、科雷兹省、洛特省、洛特-加龙省、吉倫特省和滨海夏朗德省接壤。
与圣樊尚德科讷扎克接壤的市镇（或旧市镇、城区）包括：圣叙尔皮斯-德鲁马尼亚克、尚泰拉克、圣让达托、博罗讷、圣安德烈德杜布勒、锡奥拉克-德里贝拉克。

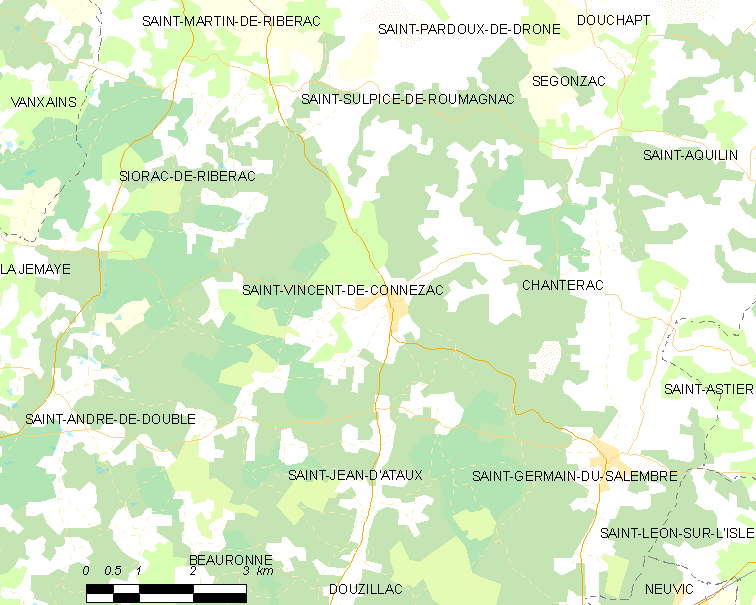
圣樊尚德科讷扎克的OSM定位图

圣樊尚德科讷扎克的时区为UTC+01:00、UTC+02:00（夏令时）。

## 行政
圣樊尚德科讷扎克的邮政编码为24190，INSEE市镇编码为24509。

## 政治
圣樊尚德科讷扎克所属的省级选区为里贝拉克县。

## 人口

1962-2008年间圣樊尚德科讷扎克人口变化图示

圣樊尚德科讷扎克于2022年1月1日时的人口数量为671人。